# Mecodema
Mecodema es un género de coleópteros adéfagos perteneciente a la familia Carabidae. 

## Especies
Relación de especies:
- Mecodema aberrans Putzeys, 1868
- Mecodema allani Fairburn, 1945
- Mecodema alternans Laporte de Castelnau, 1867
- Mecodema angustulum Broun, 1914
- Mecodema aoteanoho Seldon & Leschnen, 2011
- Mecodema argentum Seldon & Buckley, 2019
- Mecodema atrox Britton, 1949
- Mecodema brittoni Townsend, 1965
- Mecodema bullatum Lewis 1902
- Mecodema chaiup Seldon, 2015
- Mecodema chiltoni Broun, 1917
- Mecodema costellum Broun, 1903
- Mecodema costipenne Broun, 1914
- Mecodema crenaticolle Redtenbacher, 1868
- Mecodema crenicolle Castelnau, 1867
- Mecodema curvidens Broun, 1915
- Mecodema ducale Sharp, 1886
- Mecodema dunense Townsend, 1965
- Mecodema dunnorum Seldon & Buckley, 2019
- Mecodema dux Britton, 1949
- Mecodema elongatum Castelnau, 1867
- Mecodema femorale Broun, 1921
- Mecodema florae Britton, 1949
- Mecodema fulgidum Broun, 1881
- Mecodema genesispotini Seldon & Buckley, 2019
- Mecodema godzilla Seldon & Buckley, 2019
- Mecodema gourlayi Britton, 1949
- Mecodema haunoho Seldon & Leschnen, 2011
- Mecodema hector Britton, 1949
- Mecodema howitti Castelnau
- Mecodema huttense Broun, 1915
- Mecodema impressum Castelnau, 1867
- Mecodema infimate Lewis, 1902
- Mecodema integratum Townsend, 1965
- Mecodema jacinda Seldon & Buckley, 2019
- Mecodema kipjac Seldon & Buckley, 2019
- Mecodema kokoroiho Seldon & Buckley, 2019
- Mecodema kokoromatua Seldon, Leschen & Liebherr, 2012
- Mecodema laeviceps Broun, 1904
- Mecodema laterale Broun, 1917
- Mecodema litoreum Broun, 1886
- Mecodema longicolle Broun, 1923
- Mecodema lucidum Castelnau, 1867
- Mecodema manaia Seldon & Leschnen, 2011
- Mecodema metallicum Sharp, 1886
- Mecodema minax Britton, 1949
- Mecodema mohi Seldon & Buckley, 2019
- Mecodema moniliferum Bates, 1867
- Mecodema morio (Castelnau, 1867)
- Mecodema nitidum Broun, 1903
- Mecodema oblongum (Broun, 1882)
- Mecodema occiputale Broun, 1923
- Mecodema oconnori Broun
- Mecodema oregoides (Broun, 1894)
- Mecodema parataiko Seldon & Leschnen, 2011
- Mecodema pavidum Townsend, 1965
- Mecodema pluto Britton, 1949
- Mecodema politanum Broun, 1917
- Mecodema ponaiti Seldon & Leschnen, 2011
- Mecodema proximum Britton, 1949
- Mecodema puiakium Johns & Ewers, 2007
- Mecodema pulchellum Townsend, 1965
- Mecodema punctatum (Laporte de Castelnau, 1867)
- Mecodema punctellum (Broun, 1921)
- Mecodema puncticolle Broun, 1945
- Mecodema quoinense Broun, 1912
- Mecodema rectolineatum Laporte de Castelnau, 1867
- Mecodema regulus Britton, 1964
- Mecodema rex Britton, 1949
- Mecodema rugiceps Sharp, 1886
- Mecodema scitulum Broun, 1894
- Mecodema sculpturatum Blanchard, 1843
- Mecodema simplex Castelnau, 1867
- Mecodema spiniferum Broun, 1880
- Mecodema striatum Broun, 1904
- Mecodema strictum Britton, 1949
- Mecodema sulcatum (Sharp, 1886)
- Mecodema tenaki Seldon & Leschnen, 2011
- Mecodema validum Broun, 1923